# Italoamericani (film)
(Catherine Scorsese)
Italoamericani (Italianamerican) è un film documentario del 1974 diretto da Martin Scorsese. I protagonisti del documentario sono lo stesso Scorsese, sua madre Catherine (che era già apparsa in film precedenti come Mean Streets e continuerà ad apparire in pellicole come Quei bravi ragazzi e Casinò) e suo padre Charles.

## Trama
Gli Scorsese parlano della loro esperienza da immigrati italiani a New York, mentre cenano nel loro appartamento di Elizabeth Street. Catherine insegna a cucinare delle polpette. Gli argomenti spaziano dalla famiglia alla fede, le loro origini, i parenti italiani, la vita in Italia nel dopoguerra, le condizioni di vita degli immigrati italiani negli Stati Uniti, che poi saranno cardine di parecchi lavori successivi di Scorsese.